# Paul Barbreau
Paul Augustin Édouard Barbreau né le 16 septembre 1894 à Renault (aujourd'hui Sidi M'Hamed Ben Ali, dans la wilaya de Relizane en Algérie) et mort le 2 juin 1976 dans le 1er arrondissement de Marseille, fut un capitaine de l'Armée de l'air et un as de l'aviation français de la Grande Guerre. Il était crédité de 8 victoires aériennes.

## Biographie
Paul Barbreau naquit le 16 septembre 1894 à Renault près d'Oran, il était le fils de Pierre Augustin Barbreau, administrateur-adjoint, et de Marie Louise Benoist. Il s'engagea dans l'armée le 16 septembre 1914, jour de son 20e anniversaire, comme soldat de 2e classe au 5e régiment de chasseurs d'Afrique. Il fut promu brigadier en novembre 1914 puis maréchal des logis le 6 février 1915.

### Pilote de chasse
Il rejoint l'aviation en avril 1917, s'entraînant au terrain d'aviation d'Ambérieu et reçut son brevet de pilote militaire (no 6409) le 14 mai. Il fut transféré à Avord au 1er juin pour un entrainement avancé puis se perfectionna encore à Pau et à Cazaux avant de rejoindre l'escadrille N154 volant sur Nieuport le 1er octobre 1917.
Son unité améliora son équipement en adoptant le Spad VII et adopta le nom l'escadrille Spa154. Ce changement réussit à Barbreau qui devint un chasseur de ballon, il en détruisit 8 entre le 2 juin et le 8 août 1918 il reçut la médaille militaire en récompense de ces victoires. Il fut promu sous-lieutenant à titre temporaire et affecté à l'escadrille Spa164 au 8 août. Il demeura à ce poste jusqu'à l'armistice du 11 novembre.
Il fut fait chevalier de la Légion d'honneur le 16 septembre 1919, il était alors sous-lieutenant de réserve en Algérie (parc 105). La citation le recommandant à cette décoration fait mention de cinq victoires non homologuées sur des avions ennemis. Il fut ensuite élevé au rang d'officier de cet ordre le 31 octobre 1961, il était capitaine de l'armée de l'air en retraite. Il décéda à Marseille le 2 juin 1976.

## Victoires
| N° | Date            | Unité             | Adversaire           | Lieu             |
| -- | --------------- | ----------------- | -------------------- | ---------------- |
| 1  | 2 juin 1918     | Escadrille Spa154 | Ballon d'observation | Igny l'Abbesse   |
| 2  | 5 juin 1918     | Escadrille Spa154 | Ballon d'observation | Trigny           |
| 3  | 30 juin 1918    | Escadrille Spa154 | Ballon d'observation | Beuvardes        |
| 4  | 17 juillet 1918 | Escadrille Spa154 | Ballon d'observation | Beine            |
| 5  | 18 juillet 1918 | Escadrille Spa154 | Ballon d'observation | Forêt de Ris     |
| 6  | 1er août 1918   | Escadrille Spa154 | Ballon d'observation | Caurel           |
| 7  | 3 août 1918     | Escadrille Spa164 | Ballon d'observation | Nord de Somme Py |
| 8  | 3 août 1918     | Escadrille Spa164 | Ballon d'observation | Nord de Somme Py |

## Citations
Citations:
- à l'ordre de la brigade le 14 mai 1916.
- à l'ordre du corps d'armée le 25 juin 1918.
- à l'ordre de la division le 8 juillet 1918.
- à l'ordre de l'armée le 9 août 1918.
- à l'ordre de l'armée le 4 septembre 1918.

## Décorations
|  |  |  |

### Décorations françaises
- Ordre national de la Légion d'honneur:
  - Chevalier le 16 septembre 1919.
  - Officier le 31 octobre 1961.
- Médaille militaire le 9 août 1918.
- Croix de guerre 1914-1918 avec deux palmes, une étoile de vermeil, une étoile d'argent et une étoile de bronze.

## Sources
- (en) Cet article est partiellement ou en totalité issu de l’article de Wikipédia en anglais intitulé « Paul Barbreau » (voir la liste des auteurs).